# Otto III van Zwaben
Otto III van Zwaben, de Witte,  (ca. 1000 - 28 september 1057) was vanaf 1048 hertog van Zwaben.
Otto wordt voor het eerst genoemd in 1014 als graaf van Neder-Altmühl (of Kelsgau). Door erfenis van zijn vader (1024) bezat Otto uitgebreide goederen in Radenzgau en Schweinfurt, in het noorden van Beieren. In 1034 werd hij graaf van Neder-Naab. Hij nam onder Koenraad II de Saliër en Hendrik III deel aan verschillende keizerlijke expedities naar Bohemen, Hongarije en Polen. In 1040 leidde hij het Beierse contigent naar Bohemen maar werd verslagen bij Cham. Otto werd in 1048 in Ulm door Hendrik III aangesteld tot hertog van Zwaben. Otto is begraven in Schweinfurt.
Otto was zoon van Hendrik van Schweinfurt en van Gerberga van Gleiberg. Hij was in 1035 verloofd met Mathilde, dochter van Bolesław I van Polen, maar deze verloving werd verbroken door het concilie van Trebur in 1036 - vermoedelijk wegens bloedverwantschap. Otto huwde in 1036 met Irmengard van Susa (ca. 1020 - 21 januari 1078), dochter van Manfred II Olderik van Turijn, markgraaf van Turijn. Otto en Irmengard kregen de volgende kinderen:
- Judith (ovl. 1 maart 1104). Gehuwd met Koenraad I van Beieren, trouwde in 1056 met Botho van Bothenstein.
- Beatrix (ovl. Wadderoth, 17 Jun 1102), erfdochter van Schweinfurt, gehuwd met Hendrik van Hildrizhausen (ovl. 1078). Hendrik volgde zijn schoonvader op als markgraaf van de Beierse Nordgau. Ouders van:
  - Eberhard (ovl. 1112), 1099 bisschop van Eichstätt (stad)
  - Beatrix, in haar eerste huwelijk getrouwd met Godfried van Cappenberg (o.a. ouders van Otto van Cappenberg), na het sneuvelen van Godfried in 1106 hertrouwd met Hendrik van Rietberg.
- Gisela, mogelijk in een eerste huwelijk getrouwd met Arnold IV van Andechs, daarna gehuwd met Wichman van Seeburg
- Alberada Bertha (ovl. 11 januari, mogelijk 1103), gehuwd met Herman II van Kastl, markgraaf van Banz, en daarna met diens broer Frederik
- Elika (ovl. 5 juli), abdis van de abdij Niedermünster
- mogelijk Sophia, die getrouwd zou zijn met Berthold II van Andechs. Omdat deze Berthold de zoon is van Arnold die mogelijk met Gisela zou zijn getrouwd, sluiten deze huwelijken elkaar uit wegens bloedverwantschap. Een van beide huwelijken heeft dus niet plaatsgevonden.

Ermengard hertrouwde met Egbert I van Meißen en kreeg met hem twee kinderen: Egbert II van Meißen en Gertrudis. Na Egberts overlijden in 1068 keerde ze terug naar Italië.